# Konstantin Asiejew
Konstantin Nikołajewicz Asiejew, ros. Константин Николаевич Асеев (ur. 20 października 1960 w Nowokuźniecku, zm. 22 sierpnia 2004 w Sankt Petersburgu) – rosyjski szachista i trener szachowy, arcymistrz od 1992 roku.

## Życiorys
Pomiędzy 1984 a 1991 rokiem czterokrotnie uczestniczył w finałach indywidualnych mistrzostw Związku Radzieckiego, najlepszy wynik osiągając w 1989 roku w Odessie, gdzie zajął IX miejsce. W roku 2000 zdobył w Samarze brązowy medal na indywidualnych mistrzostwach Rosji. Dzięki temu sukcesowi, rok później wystąpił w Moskwie w pucharowym turnieju o mistrzostwo świata, w I rundzie przegrywając z Michaiłem Kobaliją.
Wielokrotnie startował w turniejach międzynarodowych, zwyciężając bądź dzieląc I miejsca m.in. w Leningradzie (1989, wraz z Leonidem Judasinem), Monachium (1990/91), Altensteinie (1991), Kolonii (1991, wraz z Rafaelem Waganianem, Rustemem Dautowem i Jewgienijem Ragozinem), Kecskemet (1992, wraz z Attilą Groszpeterem), Berlinie (1992), Soczi (1993), Sankt Petersburgu (1997, mistrzostwa miasta, wraz z Aleksandrem Chalifmanem i Konstantinem Sakajewem) i Jyväskyli (2003, wraz z Tomi Nybackiem). Do sukcesów zaliczyć również mógł dzielone II miejsce w memoriale Aleksandra Alechina w Moskwie (1992, za Siergiejem Tiwiakowem, wraz z Władimirem Jepiszynem, Jaanem Ehlvestem, Władimirem Małaniukiem, Grigorijem Serperem, Maksimem Nowikiem i Aszotem Anastasianem, a m.in. przed Władimirem Kramnikiem i Aleksiejem Driejewem).
Najwyższy ranking osiągnął 1 lipca 2001 r., z wynikiem 2591 punktów zajmował wówczas 28. miejsce wśród rosyjskich szachistów.
Od 1982 r. prowadził zajęcia szkoleniowe. Był trenerem drużyny Królowie Sankt-Petersburga, drużynowego mistrza Rosji w latach 2000 i 2001 oraz wicemistrza Europy drużyn klubowych z 2000 roku. Do jego podopiecznych należały wybitne arcymistrzynie Maia Cziburdanidze i Nana Aleksandrija, jak również Nino Churcidze, Andriej Charłow, Jewgienij Aleksiejew oraz Tejas Bakre.
Zmarł w 2004 r. w Sankt Petersburgu w wyniku przewlekłej choroby. Jeszcze w tym samym roku rozegrano pierwszy turniej poświęcony jego pamięci, w którym triumfowali Jewgienij Aleksiejew i Piotr Swidler. Drugi memoriał Konstantina Asiejewa odbył się w roku 2005 i zakończył się zwycięstwem Nikity Witiugowa.